# 程原正男
程原 正男（ほどはら まさお、1939年9月19日 - ）は、日本の経営者、銀行家。神奈川銀行頭取を務めた。神奈川県出身。

## 経歴・人物
1962年に早稲田大学商学部を卒業し、同年に横浜銀行に入行した。1990年6月に取締役に就任し、1993年6月に監査役、1996年6月に神奈川銀行常務、1998年6月に専務を経て、2000年6月に頭取に就任。2005年6月から相談役を務めた。